# 2007 FIFA女子ワールドカップ・予選 (大陸間プレーオフ)
2007 FIFA女子ワールドカップの予選における大陸間プレーオフ（たいりくかん-）は、2007年3月に行われた女子サッカーの対戦である。この年の9月に行われた「2007 FIFA女子ワールドカップ」（W杯）への出場権をかけ、北中米カリブ地区（CONCACAF：出場2.5枠）で予選3位のメキシコ女子代表とアジア地区（AFC出場3.5枠）で予選4位の日本女子代表が対戦。前回（2003年大会）の大陸間プレーオフ同様、出場枠の中で唯一の大陸間プレーオフであり、しかも同じチームによる対戦となった。
本プレーオフは第1試合を日本（国立霞ヶ丘競技場）で、第2試合をメキシコ（トルーカ）で開催するホーム・アンド・アウェー（アウェーゴール方式）で開催された。1勝1敗に終わったため、2戦合計のスコアで上回る（日本3-2メキシコ）日本が5大会連続5度目となる女子ワールドカップへの出場を決めた。

## プレーオフ進出まで

### AFC女子アジアカップ
（詳細は2006 AFC女子アジアカップ参照）
2006年7月、オーストラリアで開催されたこの大会は、前大会（2003 AFC女子選手権）同様、翌年のFIFA女子ワールドカップのアジア予選を兼ねて開催。大会の上位2チームが開催国の中国代表とともに本戦出場となり、その次に位置する1チームがプレーオフに進出することになっていた。
日本女子代表「なでしこジャパン」はグループリーグで強豪・中国から勝利をあげるなどにより3戦全勝で4チームによる決勝トーナメントに進出。中国も進出したため仮に3位になったとしても5大会連続5度目の出場が決定となる状況であった。
しかしこの年からアジアサッカー連盟に転籍した地元・オーストラリア女子代表との対戦となった準決勝では開始10分で先制を許すと、前半ロスタイムにも失点を喫し、そのまま0‐2で敗退。3位決定戦では2選手を出場停止で欠く北朝鮮代表に立て続けに前半に3失点したことが響き、追い上げも虚しく敗北。2大会連続でプレーオフに最後の望みを託すことになった。

### CONCACAF女子ゴールドカップ
（詳細は2006 CONCACAF女子ゴールドカップ参照）
2006年11月にアメリカ合衆国でおこなわれたこの大会は、翌年のFIFA女子ワールドカップの北中米・カリブ地区予選を兼ねて行われた。
中米地区予選A組を勝ち抜いたメキシコ代表「El Tri」は同B組のパナマとともに決勝トーナメントに進出。カリブ海地区予選を勝ち抜いたトリニダード・トバゴに勝利し、準決勝でアメリカ合衆国代表に0-2で敗れたが、ジャマイカ（カリブ海地区）との3位決定戦に3-0で勝利。前大会と同様、大陸間プレーオフに臨むこととなった。

## 予選プレーオフ

### 日程の決定までの経緯
日本がプレーオフ進出と決定した時点で対戦相手は未定であったが、当初は2006年11月ないし12月に行われるとの報道があった。しかしその時期は日本女子サッカーリーグ（なでしこリーグ）、アジア競技大会（カタール・ドーハ）、全日本女子サッカー選手権大会がすでに予定されていたこともあり、しばらく日程が決まらない状況であった。
その後、3月ないし4月に中立地（中華人民共和国）で1試合との案も出されたが、最終的には3月にホーム・アンド・アウェー（アウェーゴール方式）で実施と決定。日本、メキシコとも第1戦をホームで希望したため、抽選により第1戦を日本、第2戦をメキシコで行うこととなった。

### プレーオフ第1戦
| 日本                        | 2-0 | メキシコ |
| --------------------------- | --- | -------- |
| 澤穂希 38分 · 宮間あや 70分 |     |          |

日本サッカー協会は2003年大会プレーオフと同様、サッカー協会登録者や後援会会員などの関係者が無料で入場できる措置を取り、多くの観客を呼び寄せることで初戦に有利な環境をつくろうとした。この日はJリーグ第2節があったが、それでも1万人を超える観客が集まった。
メインスタンドから向かって右から左へと強い風が吹くなか試合開始。前半は風下への攻撃を選んだ日本は宮本ともみを起点に攻め込むもなかなかチャンスを作れずにいたが、メキシコペースで進んでいた展開を20分のGK福元美穂のスーパーセーブなどにより徐々にリズムを取り戻し、そして38分に復帰したばかりの澤穂希が宇津木瑠美からのクロスにより先制ゴールをあげ、日本が1-0とリードして前半を折り返した。
アウェーゴール採用のためなんとしても得点をあげ、最悪でも引き分けたいメキシコは後半開始から2人を交代。うちDFを「スーパーサブ」FWモニカ・オカンポに代え、またエースストライカーであるFWのマリベル・ドミンゲスを2列目に下げて得点を奪うことを目論んだフォーメーションとした。
それによりさらに攻撃的となったメキシコは再三にわたり日本ゴールを脅かし、66分にはドミンゲスが、前進していたGK福元の頭上を越すループシュートを放つも、ボールは風に乗ってクロスバーを叩き、ゴールの枠を外れた。
それからわずか数分後の70分、澤からのクロスに宮間あやがヘディングシュートで決めた日本が2-0とした。メキシコはその後、15歳のFWコラールを投入もスコアはそのままで試合終了。2点の差をつけ、且つメキシコにアウェーゴールを与えなかった日本は非常に大きなアドバンテージを得て2戦目に臨むこととなった。
【日本】
- 監督:大橋浩司
- 登録選手
  - GK：福元美穂
  - DF：岩清水梓　磯﨑浩美　近賀ゆかり　宇津木瑠美
  - MF：酒井與恵　宮本ともみ（55分 柳田美幸）　澤穂希　宮間あや
  - FW：大野忍（68分 永里優季） 荒川恵理子
  - ベンチ入り：山郷のぞみ(GK)　矢野喬子(DF)　豊田奈夕葉(DF)　阪口夢穂(MF)　丸山桂里奈(FW)

【メキシコ】
- 監督：レオナルド・クエジャール・リベラ
- 選手
  - GK：パメラ・タホナル
  - DF：エリザベス・パトリシア・ゴメス　マーリーン・サンドバル　マリア・デ・ヘスス・カスティージョ　ルス・デルロサリオ・サウセド
  - MF：モニカ・クリスティーヌ・ゴンザレス（ハーフタイム　FW モニカ・オカンポ）　モニカ・ベルガラ（ハーフタイム　ファティマ・レイバ）　グアダルペ・ウォルビス　パトリシア・ペレス（76分　FW チャーリン・コラール）
  - FW：マリベル・ドミンゲス　エブリン・ロペス
  - ベンチ入り：ソフィア・ペレス(GK) 　レティシア・ビジャルパンド(DF)　ロウデス・ゴルディージョ(DF)　イザベル・バルデス(DF)

### プレーオフ第2戦
| メキシコ                                                   | 2-1 | 日本            |
| ---------------------------------------------------------- | --- | --------------- |
| ファティマ・レイバ 18分 (pen.) · マリベル・ドミンゲス 29分 |     | 荒川恵理子 13分 |

1999 FIFA女子ワールドカップ（アメリカ大会）以来の出場を狙って、メキシコサッカー連盟は会場をメキシコシティ近郊のトルーカを会場に選定。メキシカンサッカーリーグの本拠地での最高地となる海抜およそ2,600mによる「高地、低酸素」という地の利を生かして試合を有利に進めようとした。
さらに格安の入場料も手伝っての大観衆と正午スタートによる高温という条件が日本に不利な条件となるも、しかし先制は日本であった。
3トップで臨んだメキシコに立ち上がりのペースを握られつつも13分、宇津木からのクロスを右サイドへ駆け込んだ荒川恵理子がシュート。ボールは角度のない位置からキーパーの頭上を越えてクロスバーに当たるも、そのままゴールマウスに吸い込まれた。
これで日本は2戦合計3-0（アウェーゴール1）としW杯5大会連続に大きく前進したが、メキシコはすぐさま反撃にかかる。
直後の18分にペナルティーキック(PK)を決めて同点に追いつくと、29分にはエリザベス・パトリシア・ゴメスからのボールがゴール前でフリーとなっていたマリベル・ドミンゲスへと渡り逆転弾をきめた。
これにより2戦合計スコアは日本3-2メキシコと未だ日本がリードはしていたが、残り時間との兼ね合いからメキシコに流れは傾きかけた。
しかし日本はその後、自チーム選手の負傷による中断を利用してプレーについての確認をして立て直す。そして後半開始とともに日本はFW大野忍をボランチの宮本ともみに代え、さらに51分にも攻守それぞれを固めてアウェーでの一戦に対処し、対するメキシコは60分過ぎから次々と攻撃の選手を交代して攻めたが、ともに得点を奪うことなく試合は終了。2戦合計得点でメキシコを上回った日本が第1回大会から5大会連続の本大会出場を決めた。
出場16チーム中15番目に本大会進出を決めた日本は試合後、「世界のなでしこジャパンになってやる」と書かれたTシャツを着てピッチに並んだ。
【メキシコ】
- 監督：レオナルド・クエジャール・リベラ
- 選手
  - GK：ソフィア・ペレス
  - DF：エリザベス・パトリシア・ゴメス　マーリーン・サンドバル　モニカ・クリスティーヌ・ゴンザレス　マリア・デ・ヘスス・カスティージョ
  - MF：モニカ・ベルガラ（61分 FW チャーリン・コラール）　エブリン・ロペス（74分 パトリシア・ペレス）　ファティマ・レイバ
  - FW：マリベル・ドミンゲス（63分 グアダルペ・ウォルビス）　ルス・デル・ロザリオ・サウセド　モニカ・オカンポ
  - ベンチ入り：パメラ・タホナル(GK)　ロウデス・ゴルディージョ(DF) 　イザベル・バルデス(DF)　レティシア・ビジャルパンド(DF)

【日本】
- 監督:大橋浩司
- 登録選手
  - GK：福元美穂
  - DF：岩清水梓　磯﨑浩美　近賀ゆかり　宇津木瑠美（51分 矢野喬子）
  - MF：酒井與恵　柳田美幸　澤穂希　宮間あや
  - FW：荒川恵理子（51分 大谷未央）　大野忍（ハーフタイム MF 宮本ともみ）
  - ベンチ入り：山郷のぞみ(GK)　豊田奈夕葉(DF)　阪口夢穂(MF)　永里優季 (FW)